# Леру, Огюст
Жюль Мари Огюст Леру (фр. Auguste Leroux; 14 апреля 1871, Париж — 26 марта 1954, Париж) — французский живописец, график и иллюстратор. Педагог.

## Биография

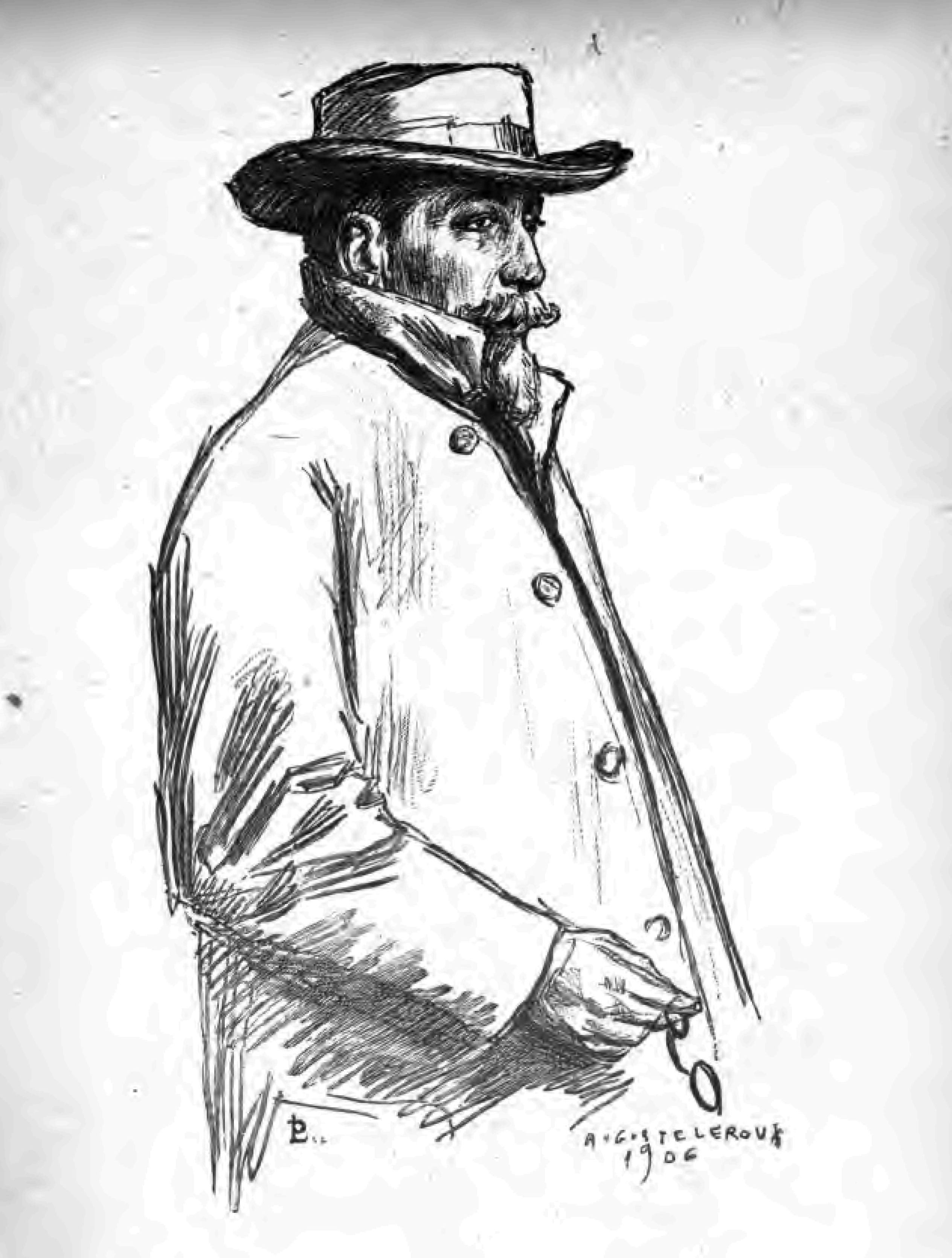
Рисунок Анатоля Франса, 1906

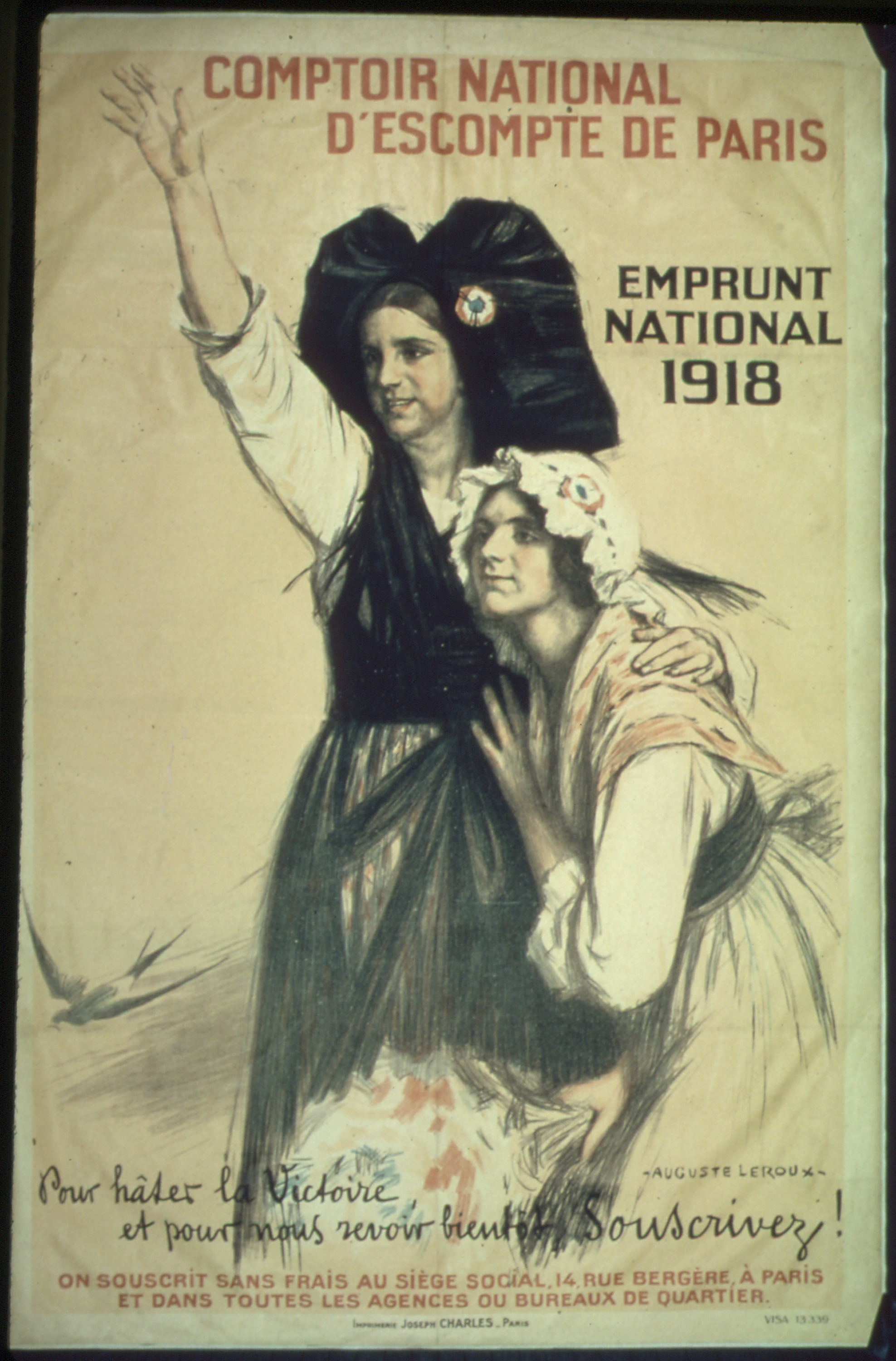
Плакат подписки на военный кредит, 1918

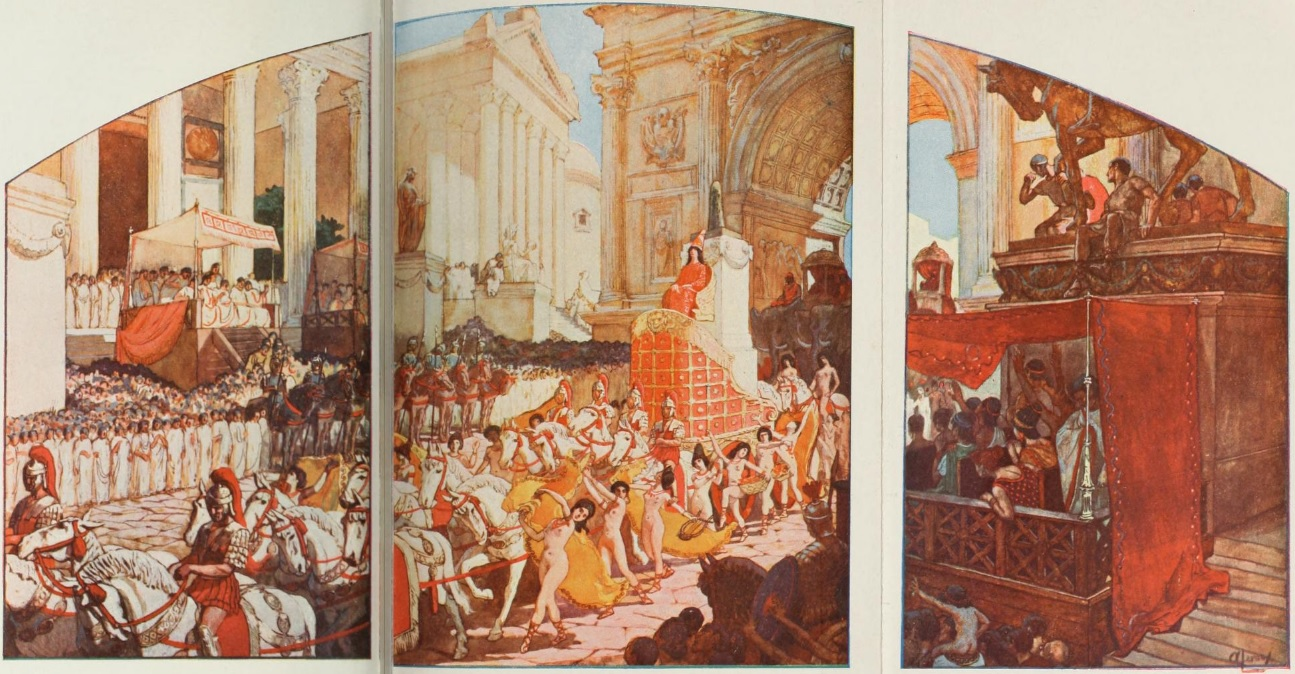
«Триумф Гелиогабала» (1902)

Родился в семье парижского издателя. Учился рисованию в Высшей национальной школе декоративных искусств. Работал, создавая рисунки для журналов мод и детские иллюстрации. В 1892 году поступил в Национальную высшую школу изящных искусств, где учился под руководством Леона Бонна.
В 1894 году получил за свои работы Гран-при в Риме, и в качестве обладателя Римской премии с 1895 по 1898 год обучался во Французской академии в Риме на вилле Медичи в Италии.
По возвращении в Париж Огюст Леру начал успешную карьеру как художник и иллюстратор. Он был известен как художник исторической и жанровой сцены, пейзажист, портретист, работал в жанре ню, писал натюрморты.
Картины художника на начальном этапе творчества полны влияния символизма и модерна, мифологических и аллегорических изображений. Его более поздние работы показывают бо́льшую академическую строгость и очевидное очарование женским телом.
Работы О. Леру с 1898 года почти ежегодно выставлялись в Парижском салоне. Был удостоен бронзовой медали на Всемирной выставке в Париже в 1900 году. Огюст Леру является кавалером ордена Почётного легиона.
В течение 30 лет работал профессором в Национальной высшей школе изящных искусств в Париже, был членом жюри и комитета французского общества художников с 1904 года, преподавал в парижской Академии де ла Гранд Шомьер.
Ему было поручено разработать мозаику для базилики Сакре-Кёр, которая была построена в 1890-х годах на Монмартре.
Леру был известен как иллюстратор книг Оноре де Бальзака, Гюстава Флобера, Стендаля, Анатоля Франса, Альфонса Доде, Джакомо Казановы, Жориса Гюисманса и других. Эти издания высоко ценятся библиофилами.
Умелый литограф, он работал с известнейшими гравёрами своего времени.
Его работы находятся в ряде французских музеев, в том числе в Центре Помпиду и музее Виктора Гюго в Париже, музеях Дижона, Байе, Сент-Омера и др.